# Gare de L’Isle - Fontaine-de-Vaucluse
Gare de L'Isle - Fontaine-de-Vaucluse vasútállomás Franciaországban, L'Isle-sur-la-Sorgue településen.

## Vasútvonalak
Az állomást az alábbi vasútvonalak érintik:
- d’Avignon–Miramas-vasútvonal

## Kapcsolódó állomások
A vasútállomáshoz az alábbi állomások vannak a legközelebb:
- Gare de Cavaillon
- Gare du Thor